# Павле Трифунац
Павле Трифунац (Велика Кикинда, 1796 — Беч, 26. април 1882) био је српски правник, судија, министарски саветник. Обављао је функцију председника Матице српске.

## Биографија
Пореклом из богате банатске породице која је носила племићку титулу "от Батфе". Батфа (сада Деревци) је било место у околини Унгвара (сада Ужгорода), у тадашњој Угарској (данашњој Украјини). Рођен је у Великој Кикинди где је отац био на положају подбележника; али завичајац је ипак меленачки, јер је ту провео младост. Отац Димитрије Трифунац (1764-1838) је 32 године био биров Великокикиндског дистрикта, и за своје заслуге добио је племићку титулу. Супружници Димитрије и Меланија (рођ. Чокрљан) имали су осморо деце: синове Арсенија, Луку, Јована, Павла и Данила, и три кћерке.
Павле је похађао српску гимназију у Сремским Карловцима а право је дипломирао и докторирао у Пешти. У Будиму је био судија и секретар Придворне коморе (концеписта 1827-1831, секретар 1837-1846), а касније и саветник те институције. Оженио се са лепом и богатом приморкињом из Ријеке.
Године 1832. јавља се као сарадник "Летописа Матице српске", а 1838. године и "Сербског народног листа".
Био је један од првих чланова Матице српске (1842. дао је 200 форинти), а међу првима је постао и почасни члан друштва 11. јула 1839. године. Након смрти Саве Текелије, у друштву са Павлом Којићем радио је на преносу Текелијине библиотеке из Арада. Извесно време је заузет оцењивањем рукописа поднетих Матици српској за објављивање. Био је члан комисије која је требало да апелује на српске родољубе у Монархији, а и шире, да прилажу донације у Матичин фонд. Налазио се и у сталној комисији "за учебне предмете". Приложио је 1843. године у Књижевни фонд Матице српске 200 форинти. Обавезао се да ће док тај износ не затражи Матица, редовно плаћати "лихву" на дан Св. Меланије, када је преминула његова мајка Меланија. Мајка се бавила хуманитарним активностима, прилажући прилоге.
Након повлачења Платона Атанацковића долази на чело Матице српске у Пешти. Прво је 1842. изабран за "другог председатеља" (другог председника, тј. заменика), а потом је 1844. изабран за председника. Био пријатељ са тадашњим секретаром Теодором Павловићем. Пошто је често био службено одсутан из Пеште за вршиоца дужности 1845. изабран је Павле Којић, потоњи председник. Трифунац је на челу Матице остао до 1853. године.
Умро је у 86. години, у Бечу, марта 1882. године.

### Занимљивости
У Меленцима је поникао још један Павле Трифунац (1825-1889), којег су звали "млађи" (јер је био знатно млађи), да би га разликовали од "старијег" (којем је посвећен овај чланак). Тај Трифунац такође правник, који се више бавио политиком (и био посланик у угарском и српском црквеном Сабору) и учествовао у власти, рођен је 1825. године у Меленцима, као син Уроша Трифунца месног ђакона.